# 戴雪如
戴雪如（1913年—2004年8月24日），四川成都人，是一位中国著名的川剧表演艺术家。

## 生平
其父戴维成，以木工为业。戴雪如曾读私塾两年，后向三庆会著名旦角陈碧秀拜师学艺。之后她在三庆会登台，与贾培之合演《绛霄楼》，与琼莲芳合演《二鬼上路》等戏。之后抵达成都，在成都大戏院出演。抗日战争期间，加入重庆邓直夫的友蓉川剧团，并与刘成基（当头棒）结为夫妻。抗战胜利后，夫妇返回成都，在锦屏、永乐等戏院出演。1947年，因成都米荒爆发，她与刘成基在锦屏大戏院合演《打判官》以抨击时弊，遭到当局逮捕。
中华人民共和国成立后，戴雪如和刘成基赴德阳工作，戴雪如任过德阳川剧团的副团长。1952年，她在第一届全国戏曲观摩演出大会中，出演《柳荫记》中饰媒婆。1953年，她参加了中国人民赴朝慰问团，回国后随团在全国各地巡回演出。1959年她参加中国川剧团赴东欧四国（团长明朗、朱丹南，访问波兰、捷克、保加利亚、德意志民主共和国）演出，先后在《柜中缘》中饰刘母，在《玉簪记》中饰观主。戴雪如代表作有《五子告母》、《御河桥》、《双枪老太婆》，其中扮演的旦角非常知名。